# W. F. R. Weldon
W. F. R. Weldon   (Highgate, 15 de març de 1860 - Londres, 13 d'abril de 1906) va ser un biòleg anglès, fundador de la revista Biometrika.

## Vida i Obra
Per la seva feina, el seu pare viatjava per tota Anglaterra i Weldon no va començar a ser escolaritzat sistemàticament fins als tretze anys. El 1876 va ingressar al University College de Londres amb la intenció de graduar-se en medicina, però va quedar molt impressionat per les classes de matemàtiques d'Olaus Henrici. L'any següent va continuar al King's College de Londres i el següent va ingressar al St John's College de Cambridge en el qual, i sota la influència de Francis Maitland Balfour, va canviar la seva orientació acadèmica vers la zoologia, graduant-se el 1881 amb les millors qualificacions.
L'any següent de graduar-se va estar a l'Estació Zoològica de Nàpols i el 1882 tornava a Cambridge per ser professor de zoologia. El 1883 es va casar amb Florence Tebb, qui va esdevenir la seva associada de recerca. L'any següent va ser nomenat fellow del St John's College i professor titular de morfologia dels invertebrats.
L'any 1890, va tornar al University College de Londres per a fer-se càrrec de la càtedra Jodrell de zoologia. Aquí va coincidir amb el matemàtic Karl Pearson amb qui va iniciar recerques an el camp de l'estadística biològica. Aquesta col·laboració va continuar encara que el 1899 Weldon se'n va anar a Oxford per ocupar la prestigiosa càtedra Linacre de zoologia. De fet, van ser ells dos qui van fundar la reconeguda revista Biometrika el 1901 per oposar-se a les idees saltacionistes dels mendelians representats per William Bateson, amb qui Weldon (i Pearson) van tenir intenses polèmiques.
Weldon no va tenir mai bona salut, però es negava a deixar la seva feina quan es trobava malament. Les vacances de Setmana Santa de 1906, va contraure una pneumonia que es va agreujar. Quan va arribar a Londres ja era massa tard: va morir a mitjans d'abril de 1906.